# Шахтарська агломерація
Шахтарська агломерація (також — Чистяковська агломерація) — агломерація в Донецькій області, Україна. Головні чинники створення і існування агломерації: центр вугледобувного району.
Складається
- з міст: Чистякове, Шахтарськ, Жданівка, Хрестівка, Сніжне.
- з районів: Шахтарський район.
- селища Шахтарської, Чистяковської і Сніжнянської міськрад (56 100 осіб)
- села Шахтарської і Сніжнянської міськрад (3 500 осіб)

Приблизні статистичні дані (2001 р.)
- Чисельність населення — 321,4 тис. осіб.
- Площа — 1 548 км².
- Густота населення — 207,6 осіб/км².

Сьогодні Шахтарськ, Чистякове і Сніжне належать до депресивних міст.